# Cajsalisa Ejemyr
Cajsa Lisa Ejemyr (nacida el 7 de noviembre de 1978 en Estocolmo) es una actriz y cantante sueca.
Ejemyr participó en el Melodifestivalen 1997 con el tema "Du Gör Mig Hel Igen" ("Me Llenas De Nuevo"), que alcanzó la cuarta posición con 56 puntos. Dicha participación supuso el comienzo de una carrera discográfica que, hasta el momento, ha resultado en tres discos publicados.

## Filmografía
- 1999 - "Nya tider" (serie televisiva)
- 1997 - "Vita lögner" (serie televisiva)
- 1997 - "Svenska hjältar"
- 1996 - "Skilda världar" (serie televisiva)
- 1995 - "Bert - den siste oskulden"
- 1988 - "Jungfruresan"

## Discografía
- 2003 - "Either Way"
- 1999 - "Vad Jag Vill Och Lite Till"
- 1997 - "Först Nu"